# 1990年の日本ハムファイターズ
1990年の日本ハムファイターズ（1990ねんのにっぽんハムファイターズ）では、1990年の日本ハムファイターズの動向をまとめる。
このシーズンの日本ハムファイターズは、近藤貞雄監督の2年目のシーズンである。

## 概要
近藤監督の1年目を5位で終えたチームは、主力投手の金沢次男をヤクルトへ金銭トレードで放出するなど戦力を再編。打撃陣は切り込み隊長の島田誠の衰えもあり、鈴木慶裕が1番を打つことが多くなるなど、若返りが急速に進んだ。チームは前年優勝の近鉄が開幕から出遅れたこともあり、夏場以降近鉄・オリックスと2位争いを繰り広げた。8月には2位に浮上したものの、投打の戦力が厚い西武の独走を許し、9月23日には西武の胴上げを敵地・西武球場で許した。結局Aクラス入りはならなかったものの4位に食い込み、シーズン勝ち越しで終了。投手陣では不動のエースとなった西崎幸広や柴田保光、松浦宏明などに加えてこの年入団の酒井光次郎がローテーションに入り、3年目の武田一浩が抑えとして活躍するなど盤石で2ケタ勝利投手を多く輩出し、チーム防御率もリーグ2位と健闘したが打線の貧打に泣いた。打撃陣では鈴木や中島輝士などの若手が台頭したが、かつての4番トニー・ブリューワは成績を落とし年齢面もあって退団。オープン戦は不発で近藤監督から「4番として失格」と酷評されたマット・ウインタースが35本塁打を放ち、本塁打王争いの常連となった近鉄のラルフ・ブライアントや西武のオレステス・デストラーデを脅かした。対戦成績ではオリックスに16勝10敗と勝ち越し、近鉄には13勝13敗と健闘した。シーズン終了後、古屋英夫は現役続行を希望して自由契約となり阪神へ、島田が地元球団のダイエーにトレードで移籍した。

## チーム成績

### レギュラーシーズン
|   | 開幕：4/7 | 開幕：4/7    | 5/1 | 5/1          | 6/2 | 6/2          | 7/1 | 7/1          | 8/1 | 8/1          | 9/1 | 9/1          |
| - | --------- | ------------ | --- | ------------ | --- | ------------ | --- | ------------ | --- | ------------ | --- | ------------ |
| 1 | 中        | 鈴木慶裕     | 三  | 森範行       | 遊  | 田中幸雄     | 二  | 森範行       | 遊  | 田中幸雄     | 遊  | 田中幸雄     |
| 2 | 右        | 島田誠       | 遊  | 白井一幸     | 二  | 五十嵐信一   | 右  | 鈴木慶裕     | 中  | 大内実       | 右  | 大内実       |
| 3 | 左        | ブリューワ   | 左  | ブリューワ   | 指  | ウインタース | 遊  | 田中幸雄     | 左  | ブリューワ   | 左  | ブリューワ   |
| 4 | 指        | ウインタース | 右  | ウインタース | 左  | ブリューワ   | 指  | ウインタース | 指  | ウインタース | 指  | ウインタース |
| 5 | 一        | 大島康徳     | 二  | 小川浩一     | 一  | 藤王康晴     | 一  | 大島康徳     | 一  | 大島康徳     | 二  | 小川浩一     |
| 6 | 三        | 中島輝士     | 指  | 大島康徳     | 三  | 中島輝士     | 三  | 中島輝士     | 右  | 中島輝士     | 一  | 大島康徳     |
| 7 | 遊        | 田中幸雄     | 一  | 中島輝士     | 右  | 小松崎善久   | 左  | 小松崎善久   | 三  | 古屋英夫     | 三  | 古屋英夫     |
| 8 | 捕        | 田村藤夫     | 捕  | 田村藤夫     | 捕  | 田村藤夫     | 捕  | 田村藤夫     | 捕  | 田村藤夫     | 捕  | 田村藤夫     |
| 9 | 二        | 白井一幸     | 中  | 嶋田信敏     | 中  | 嶋田信敏     | 中  | 嶋田信敏     | 二  | 広瀬哲朗     | 中  | 嶋田信敏     |
|   | 投        | 西崎幸広     | 投  | 柴田保光     | 投  | 西崎幸広     | 投  | 柴田保光     | 投  | 津野浩       | 投  | 西崎幸広     |

| 順位 | 4月終了時  | 4月終了時 | 5月終了時  | 5月終了時 | 6月終了時  | 6月終了時 | 7月終了時  | 7月終了時 | 8月終了時  | 8月終了時 | 9月終了時  | 9月終了時 | 最終成績   | 最終成績 |
| ---- | ---------- | --------- | ---------- | --------- | ---------- | --------- | ---------- | --------- | ---------- | --------- | ---------- | --------- | ---------- | -------- |
| 1位  | 西武       | --        | 西武       | --        | 西武       | --        | 西武       | --        | 西武       | --        | 西武       | --        | 西武       | --       |
| 2位  | ロッテ     | 2.5       | オリックス | 5.0       | オリックス | 4.5       | オリックス | 9.0       | オリックス | 16.5      | オリックス | 11.5      | オリックス | 12.0     |
| 3位  | 日本ハム   | 2.5       | 日本ハム   | 9.0       | 日本ハム   | 7.0       | 近鉄       | 11.0      | 日本ハム   | 16.5      | 日本ハム   | 13.5      | 近鉄       | 14.5     |
| 4位  | オリックス | 4.5       | ロッテ     | 11.0      | 近鉄       | 12.0      | 日本ハム   | 13.5      | 近鉄       | 18.5      | 近鉄       | 15.5      | 日本ハム   | 16.5     |
| 5位  | 近鉄       | 6.0       | 近鉄       | 13.0      | ロッテ     | 14.0      | ロッテ     | 22.5      | ロッテ     | 27.0      | ロッテ     | 23.5      | ロッテ     | 25.0     |
| 6位  | ダイエー   | 8.5       | ダイエー   | 19.0      | ダイエー   | 22.5      | ダイエー   | 31.0      | ダイエー   | 35.5      | ダイエー   | 35.0      | ダイエー   | 40.0     |

| 順位 | 球団                   | 勝 | 敗 | 分 | 勝率 | 差   |
| 1位  | 西武ライオンズ         | 81 | 45 | 4  | .643 | 優勝 |
| 2位  | オリックス・ブレーブス | 69 | 57 | 4  | .548 | 12.0 |
| 3位  | 近鉄バファローズ       | 67 | 60 | 3  | .528 | 14.5 |
| 4位  | 日本ハムファイターズ   | 66 | 63 | 1  | .512 | 16.5 |
| 5位  | ロッテオリオンズ       | 57 | 71 | 2  | .445 | 25.0 |
| 6位  | 福岡ダイエーホークス   | 41 | 85 | 4  | .325 | 40.0 |

## オールスターゲーム1990
- 監督推薦

武田一浩
西崎幸広
田村藤夫
田中幸雄

## できごと
- 4月23日 - 二村忠美と大洋・岡本哲司のトレードが成立。
- 4月25日 - 柴田保光が近鉄戦でノーヒットノーランを達成。
- 6月6日 - 東京ドームでの近鉄戦で角盈男がブライアントに天井設置のスピーカーに直撃の認定本塁打を浴びる。武田が10試合連続セーブポイントのリーグタイ記録。
- 6月14日 - 武田が西武戦で11試合連続セーブポイントのリーグ新記録。
- 6月15日 - 武田が12試合連続セーブポイントのNPBタイ記録。
- 6月30日 - オリックス戦で伊藤敦規から死球を受けたブリューワが暴行で退場処分。
- 9月22日 - 島田誠が西武戦で通算1500安打を達成。

## 表彰選手
| リーグ・リーダー |
| ---------------- |
| 受賞者なし       |

| ベストナイン       | ベストナイン | ベストナイン |
| 選手名             | ポジション   | 回数         |
| ------------------ | ------------ | ------------ |
| 田中幸雄           | 遊撃手       | 2年ぶり2度目 |
| ゴールデングラブ賞 |              |              |
| 選手名             | ポジション   | 回数         |
| 田中幸雄           | 遊撃手       | 2年ぶり2度目 |

## ドラフト
| 順位 | 選手名     | ポジション | 所属           | 結果 |
| ---- | ---------- | ---------- | -------------- | ---- |
| 1位  | 住吉義則   | 内野手     | プリンスホテル | 入団 |
| 2位  | 石本努     | 内野手     | 別府大学附属高 | 入団 |
| 3位  | 小島善博   | 投手       | 元NTT九州      | 入団 |
| 4位  | 南竜次     | 投手       | 天理高         | 入団 |
| 5位  | 小牧雄一   | 捕手       | 三菱自動車水島 | 入団 |
| 6位  | 真栄喜正和 | 外野手     | 川崎製鉄水島   | 入団 |